# Сірогорла чагарниця
Сірогорла чагарни́ця (Ianthocincla) — рід горобцеподібних птахів родини Leiothrichidae. Представники цього роду мешкають в Азії. Раніше представників цього роду відносили до роду Чагарниця (Garrulax), однак за результатами молекулярно-генетичного дослідження, опублікованого у 2018 році, вони були переведені до відновленого роду Pterorhinus.

## Види
Виділяють вісім видів:
- Чагарниця лісова (Ianthocincla ocellata)
- Чагарниця велика (Ianthocincla maxima)
- Чагарниця смугастобока (Ianthocincla lunulata)
- Чагарниця сичуанська (Ianthocincla bieti)
- Чагарниця гансуйська (Ianthocincla sukatschewi)
- Чагарниця вусата (Ianthocincla cineracea)
- Чагарниця рудогорла (Ianthocincla rufogularis)
- Чагарниця в'єтнамська (Ianthocincla konkakinhensis)

## Етимологія
Наукова назва роду Ianthocincla походить від сполучення слів дав.-гр. ιονθος — пір'їна, пух і лат. cinclus — дрізд.